# Пік Тілічо
Пік Тілічо (англ. Tilicho Peak) — гірська вершина висотою 7134 м над рівнем моря, що знаходиться на території Непалу в північно-західній частині гірського масиву Аннапурна.
Талі води льодовика піку Тілічо утворюють на висоті 4919 м озеро Тілічо - одне з найвисокогірніших озер в світі.
Пік Тілічо був відкритий в 1950 р. французькою експедицією під керівництвом Моріса Ерцога, що прямувала до Аннапурни I для того, щоб здійснити перше в історії людства сходження на восьмитисячник. Французи назвали «Великим Бар'єром» (фр. La Grande Barriere) гірську стіну, що підноситься між озером Тілічо і Аннапурною I. Пік Тілічо є найвищою вершиною цієї стіни. Із заходу пік Тілічо з'єднаний гірським ланцюгом з семитисячником Нілгірі.
Перше сходження на пік Тілічо було здійснено в 1978 р. французьким альпіністом Емануелем Шмутцем (Emanuel Schmutz).

## Ресурси Інтернету
- Пік Тілічо (англ.) [Архівовано 6 вересня 2012 у WebCite]
- Expeditionsbericht Tilicho Peak Expedition bei Expeditionsbergsteigen.com [Архівовано 23 травня 2010 у Wayback Machine.]

## Фототека

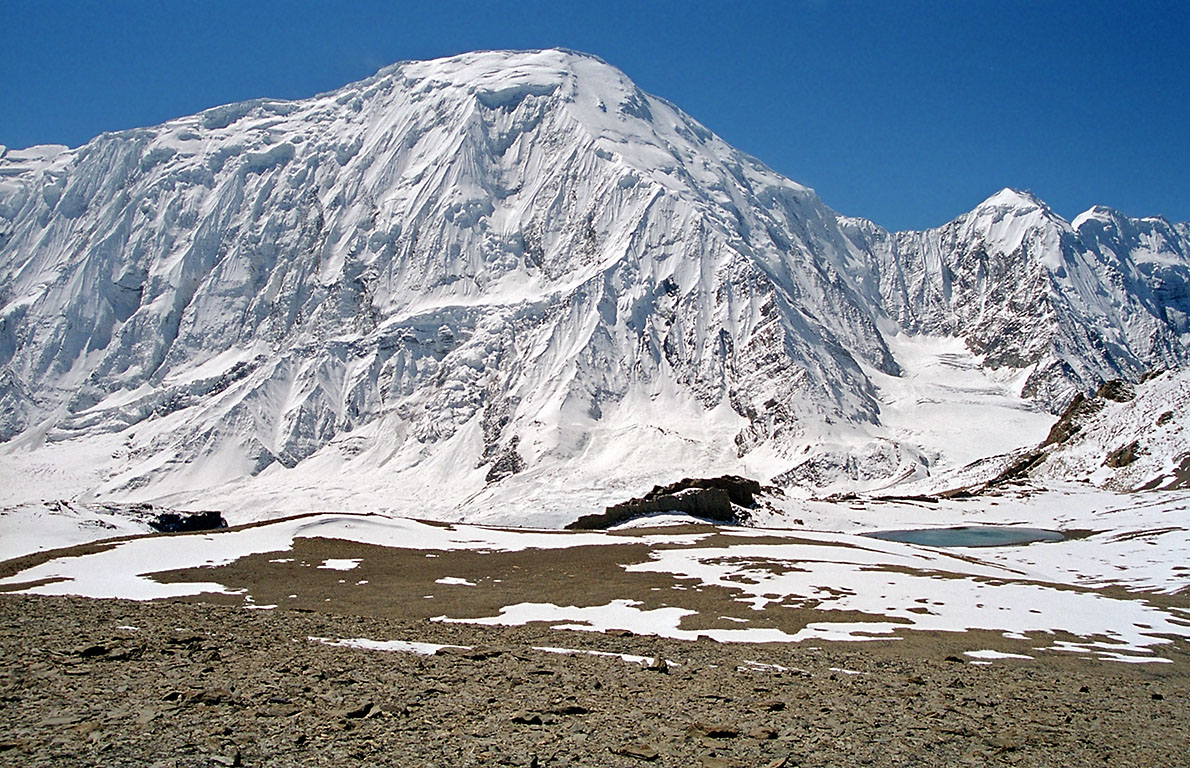
Пік Тілічо
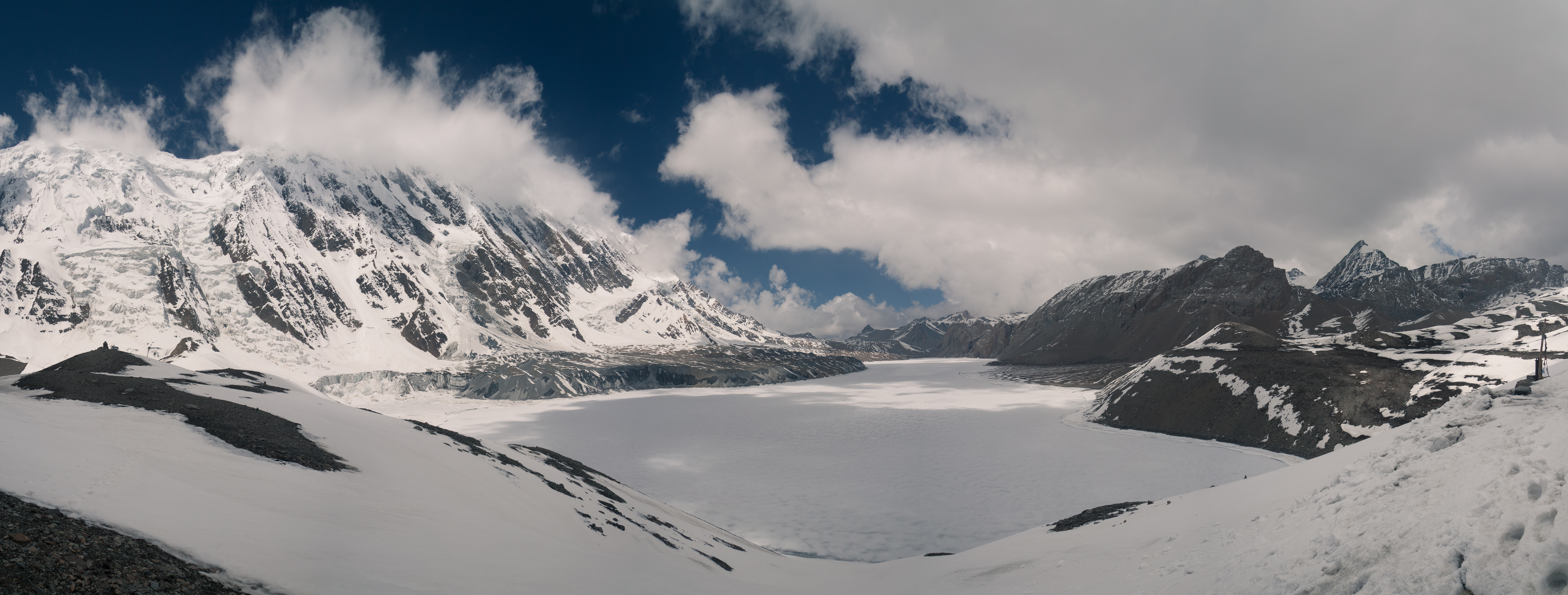
Панорама замерзлого озера Тілічо
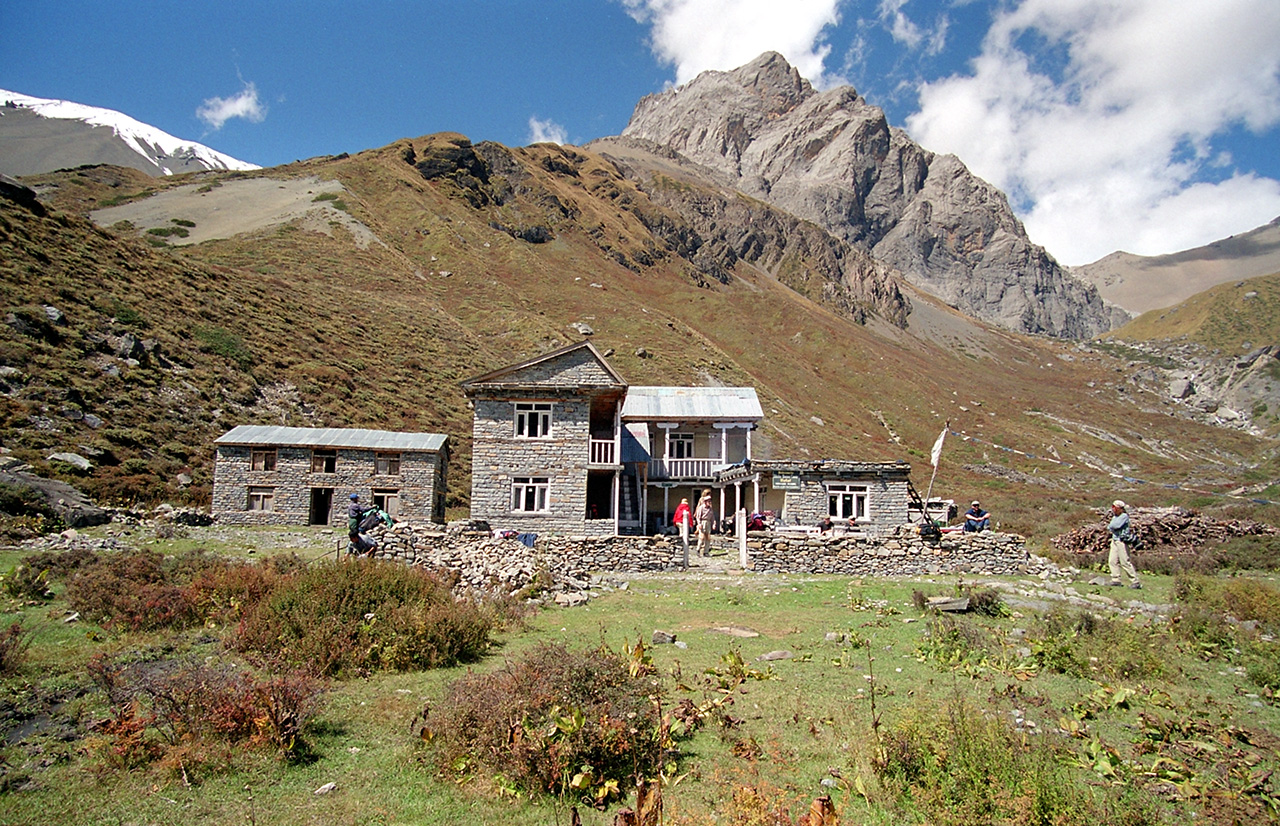
Базовий табір Тілічо
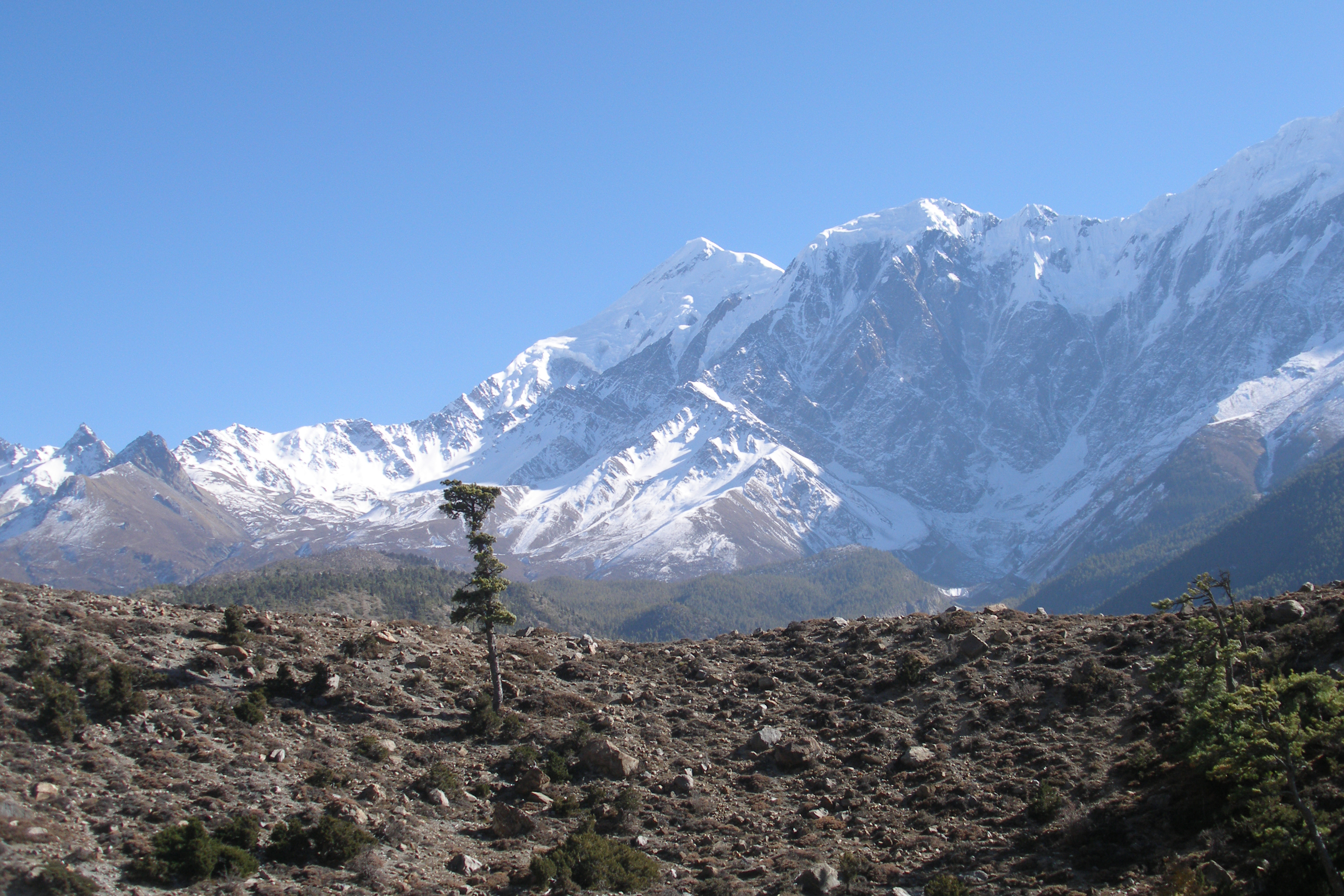
Тілічо